# 아도가와정
아도가와정(安曇川町)은 시가현 다카시마군에 설치되었던 정이다.
2005년에 합병으로 다카시마시가 성립해 다카시마시 아도가와정○○이 되었다.

## 역사
- 1954년 11월 3일 - 히로세촌, 아도정, 아오야기촌, 혼조촌이 합병해 성립하였다.
- 2005년 1월 1일 - 마키노정, 이마즈정, 구쓰키촌, 다카시마정, 신아사히정과 합병해 다카시마시가 성립하였다. 동일 아도가와정은 폐지되었다.

## 교통

### 철도
- 서일본 여객철도 고세이 선

### 도로
- 국도 161호선